# Северо-Западный дивизион (НБА)
Северо-Западный дивизион (англ. Northwest Division) — один из трёх дивизионов Западной конференции Национальной баскетбольной ассоциации. Этот дивизион был создан перед началом сезона 2004/05.
Первым победителем Северо-Западного дивизиона стала команда «Сиэтл Суперсоникс». Текущем победителем дивизиона является команда «Оклахома-Сити Тандер».
На драфте НБА 2007 года команды «Портленд Трэйл Блэйзерс» и «Сиэтл Суперсоникс» получили право выбирать первыми и вторыми соответственно. «Портленд» выбрал Грега Одена, а «Сиэтл» Кевина Дюранта. Этот драфт помог возобновить забытое соперничество между двумя этими командами.
Также это единственный дивизион НБА, в котором команды представляют города, находящиеся в трёх разных часовых поясах.

## Команды дивизиона
На данный момент в Северо-Западном дивизионе выступают команды «Денвер Наггетс», «Миннесота Тимбервулвз», «Портленд Трэйл Блэйзерс», «Оклахома-Сити Тандер», «Юта Джаз».
До 2008 года команда «Оклахома-Сити Тандер» играла в Сиэтле и называлась «Сиэтл Суперсоникс».

## Кубок Сэма Джонса
Начиная с сезона 2021/2022 чемпион Северо-Западного дивизиона получает Кубок Сэма Джонса. Как и другие чемпионские трофеи дивизиона, он назван в честь одного из афроамериканских первопроходцев в истории НБА. За свою игровую карьеру с 1957 по 1969 год Сэм Джонс был неотъемлемой частью династии «Бостон Селтикс», которая за это время выиграла 10 чемпионатов НБА. Кубок Сэма Джонса представляет собой хрустальный шар диаметром 200 миллиметров (7,9 дюйма).

## Победители дивизиона
| ^ | Показали лучший результат в регулярном чемпионате |

| Сезон   | Клуб                    | Победы/поражения | Результат в плей-офф               |
| ------- | ----------------------- | ---------------- | ---------------------------------- |
| 2004/05 | Сиэтл Суперсоникс       | 52-30 (63,4%)    | Проиграли в полуфинале конференции |
| 2005/06 | Денвер Наггетс          | 44-38 (53,7%)    | Проиграли в первом раунде          |
| 2006/07 | Юта Джаз                | 51-31 (62,2%)    | Проиграли в финале конференции     |
| 2007/08 | Юта Джаз                | 54-28 (65,9%)    | Проиграли в полуфинале конференции |
| 2008/09 | Денвер Наггетс          | 54-28 (65,9%)    | Проиграли в финале конференции     |
| 2009/10 | Денвер Наггетс          | 53-29 (64,6%)    | Проиграли в первом раунде          |
| 2010/11 | Оклахома-Сити Тандер    | 55-27 (67,1%)    | Проиграли в финале конференции     |
| 2011/12 | Оклахома-Сити Тандер    | 47-19 (71,2%)    | Проиграли в финале НБА             |
| 2012/13 | Оклахома-Сити Тандер    | 60-22 (73,2%)    | Проиграли в финале конференции     |
| 2013/14 | Оклахома-Сити Тандер    | 59-23 (72,0%)    | Проиграли в финале конференции     |
| 2014/15 | Портленд Трэйл Блэйзерс | 51-31 (62,2%)    | Проиграли в первом раунде          |
| 2015/16 | Оклахома-Сити Тандер    | 55-27 (67,1%)    | Проиграли в финале конференции     |
| 2016/17 | Юта Джаз                | 51-31 (62,2%)    | Проиграли в полуфинале конференции |
| 2017/18 | Портленд Трэйл Блэйзерс | 49-33 (59,8%)    | Проиграли в первом раунде          |
| 2018/19 | Денвер Наггетс          | 54-28 (65,9%)    | Проиграли в полуфинале конференции |
| 2019/20 | Денвер Наггетс          | 46–27 (63,0)     | Проиграли в финале конференции     |
| 2020/21 | Юта Джаз^               | 52–20 (72,2)     | Проиграли в полуфинале конференции |
| 2021/22 | Юта Джаз                | 49–33 (59,8)     | Проиграли в первом раунде          |
| 2022/23 | Денвер Наггетс          | 53–29 (64,6)     | Выиграли чемпионат НБА             |
| 2023/24 | Оклахома-Сити Тандер    | 57–25 (69,5)     | Проиграли в полуфинале конференции |

## Лидеры по количеству побед в дивизионе
| Клуб                                     | Титулов | Сезон(ы), в которых завоёвывался титул                        |
| ---------------------------------------- | ------- | ------------------------------------------------------------- |
| Сиэтл Суперсоникс / Оклахома-Сити Тандер | 7       | 2004/05, 2010/11, 2011/12, 2012/13, 2013/14, 2015/16, 2023/24 |
| Денвер Наггетс                           | 6       | 2005/06, 2008/09, 2009/10, 2018/19, 2019/20, 2022/23          |
| Юта Джаз                                 | 5       | 2006/07, 2007/08, 2016/17, 2020/21, 2021/22                   |
| Портленд Трэйл Блэйзерс                  | 2       | 2014/15, 2017/18                                              |
| Миннесота Тимбервулвз                    | 0       |                                                               |